# Crêpage de chignons

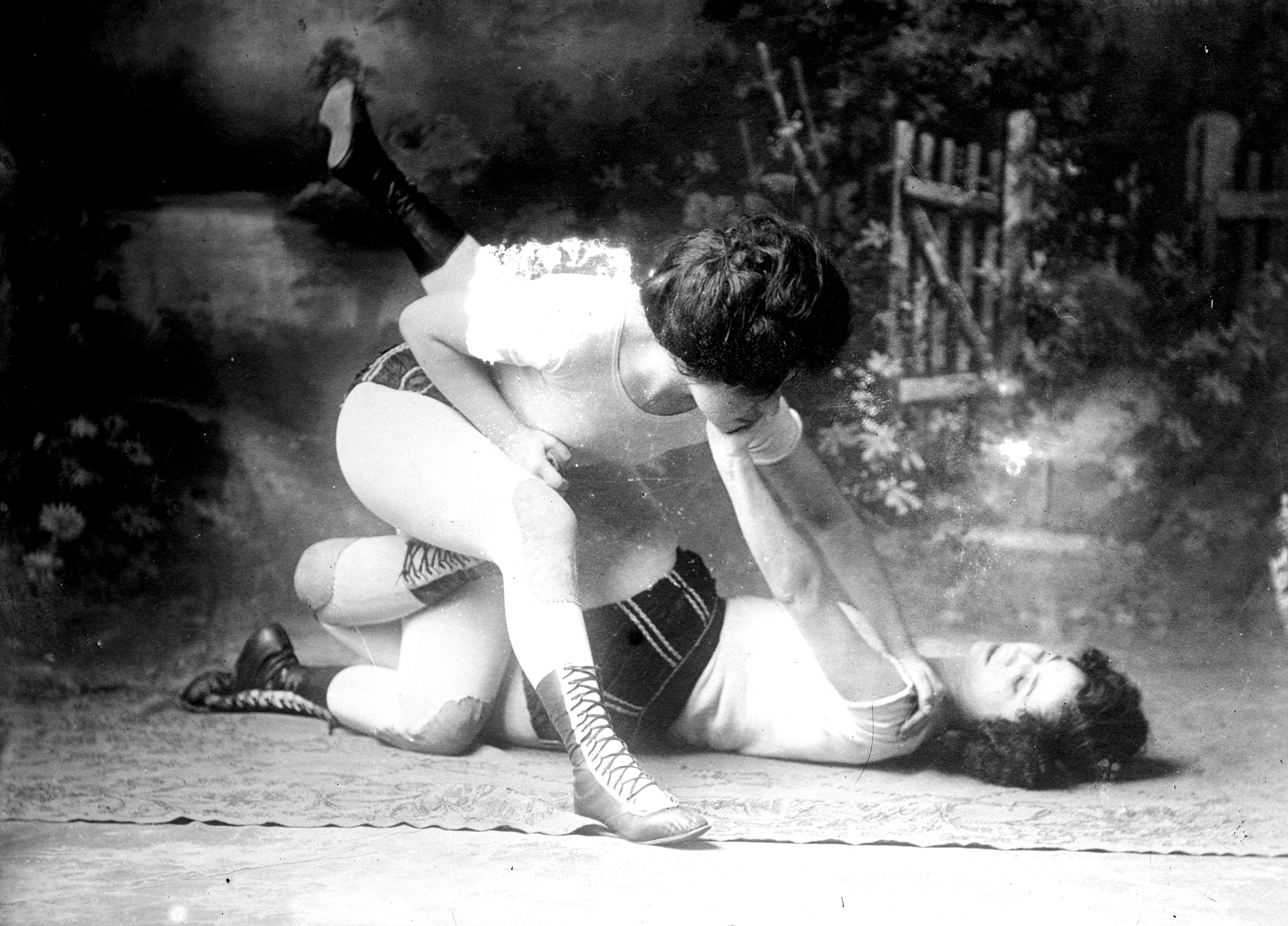
Les sœurs Bennett (1948) qui se crêpent le chignon.

Un crêpage de chignons (en anglais : Catfight) est un terme (au sens figuré, et familier) utilisé pour désigner une altercation entre deux femmes, impliquant typiquement griffures, gifles, tirages de cheveux et arrachage de vêtements à l'opposé des coups de poing ou du catch. 
L'expression tire son origine du crêpage, une technique visant selon Le Robert à faire « gonfler les cheveux en repoussant une partie de chaque mèche avec le peigne ou la brosse de manière à les faire gonfler ». Une lutte qui ébouriffe le chignon peut donc s'apparenter à une tentative de crêpage qui a mal tourné.
Le crêpage de chignons a récemment été impliqué dans de nombreux domaines du divertissement.
Le Catfight s'organise également en combat privé de façon plus violente. Entre combattantes amatrices à la manière d'un combat de rue.  

## Dans la culture populaire
Le commentateur de catch, Joey Styles, est connu pour crier « Catfight ! » lorsque deux divas s'affrontent. Le terme est plus tard, repris par le commentateur français Christophe Agius durant les mêmes faits lors des émissions Puissance Catch et Catch Attack.

## Ouvrages
- (en) Tanenbaum, Leora: Catfight: Women and Competition
- (en) Brieger, Carsten: Wrestling-Girls und Bistrowagen. Mit einem Nachruf auf die Mitropa (German)
- (en) Gloria G. Brame, William D. Brame, Jon Jacobs: „Different Loving“ - The world of sexual dominance and submission with a chapter on the Pin&submission fight (“Erotic Combat and Gender Heroics“).